# Museo dei gladiatori
Il Museo dei Gladiatori sorge nei pressi dell'Anfiteatro Campano di Santa Maria Capua Vetere. Nel Museo sono stati per la prima volta presentati al pubblico gli elementi superstiti della decorazione dell'Anfiteatro Campano. È stato inaugurato nel 2003 ed è suddiviso in tre sale. 

## Percorso museale

### Prima sala
Nella prima sala, posta all'ingresso, sono state sistemate varie iscrizioni recanti dediche agli imperatori Adriano e Antonino Pio, un plastico che riproduce la struttura originaria dell'Anfiteatro e, in alto a destra, sono poste tre delle chiavi d'arco che decoravano l'esterno del monumento: una testa maschile con berretto frigio identificata con Mitra o Attis, una femminile con diadema (forse Giunone), una testa di Minerva con elmo attico ed il calco del busto del dio Volturno, il cui originale è conservato al Museo Campano di Capua. 

### Seconda sala
Nella seconda sala, con un originale allestimento che ripropone i gradini della cavea, è stata ricostruita per intero la decorazione di uno dei vomitoria (gli accessi alla cavea); sul fondo è collocato il rilievo con corteo di magistrati e littori, raffigurati nell'atto di entrare nell'anfiteatro per occupare i propri posti. Le balaustre laterali riproducono invece felini che azzannano la preda; altri frammenti di balaustre laterali raffigurano animali che paiono correre verso l'arena: gazzelle, orsi, elefanti, leoni. Frammenti dei plutei frontali sono collocati inoltre sulle pareti della stessa sala. Tra i temi rappresentati spiccano scene di sacrificio, una raffigurazione dell'anfiteatro in costruzione e scene mitologiche; in particolare si segnalano, sulla parete di destra, le imprese di Ercole (pulizia delle stalle di Augia, Ercole ed Anteo) e due frammenti con i Dioscuri. A destra dell'ingresso la punizione di Prometeo, il supplizio di Marsia, Marte e Rea Silvia, nonché un frammento con Menadi danzanti ed un altro con Apollo. A sinistra dell'ingresso si riconoscono altresì una scena con divinità turrite, la costruzione dell'anfiteatro, la raffigurazione di un recinto sacro, una scena di sacrificio per la dedicazione dell'anfiteatro. Sulla parete di sinistra vi sono scene di centauromachia ed Atteone sbranato dai cani. I caratteri stilistici dei rilievi, la scelta dei soggetti ed il modo di trattarli rispondendo ad un gusto fortemente classicheggiante indicano l'età adrianea come periodo di esecuzione delle sculture. 

### Terza sala
Nella terza sala, posta alla sinistra della prima, è allestita una rappresentazione meccanica di un combattimento gladiatorio.

## Galleria d'immagini

Foto del Museo
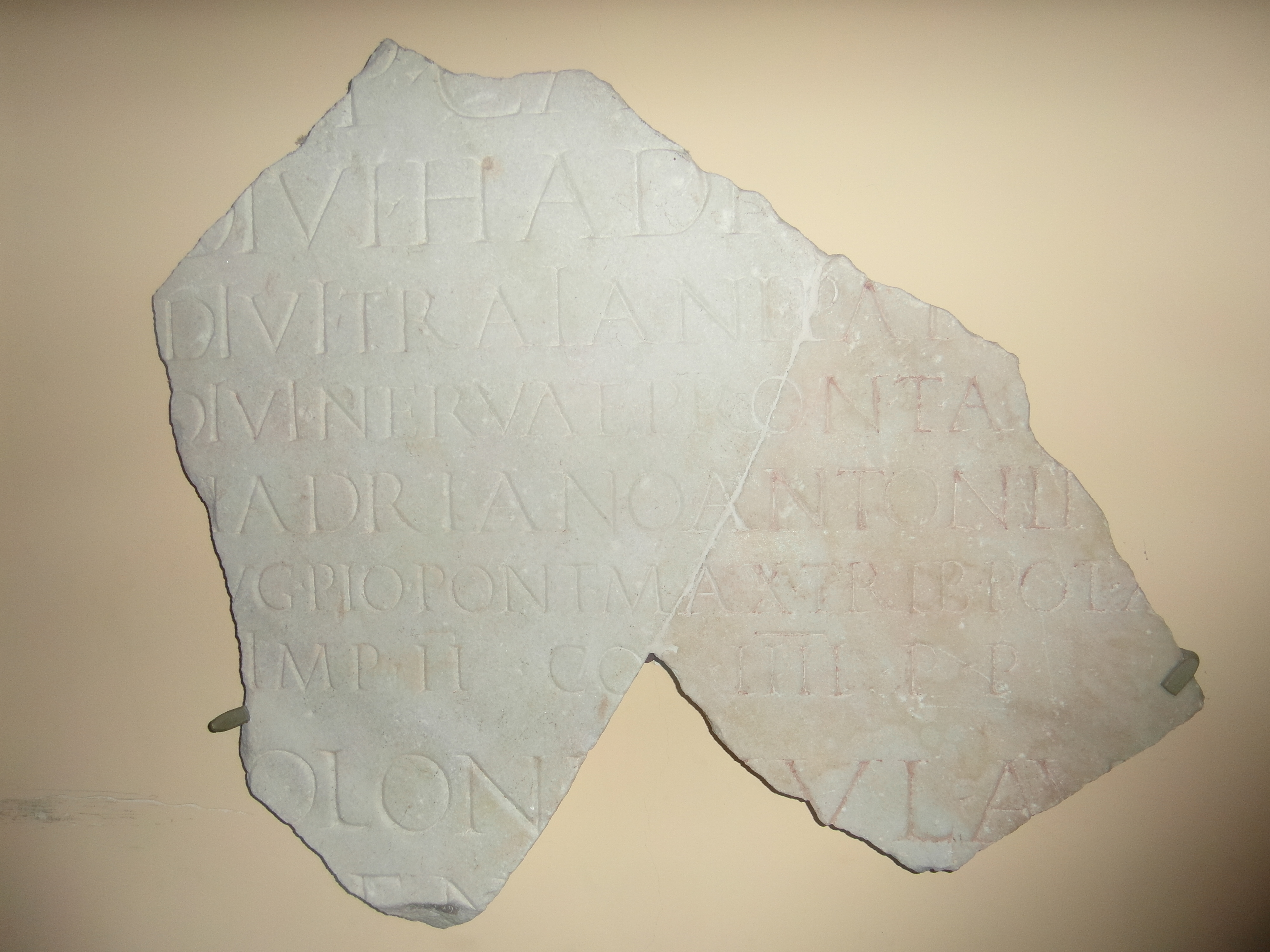
Dedica ad Antonino Pio
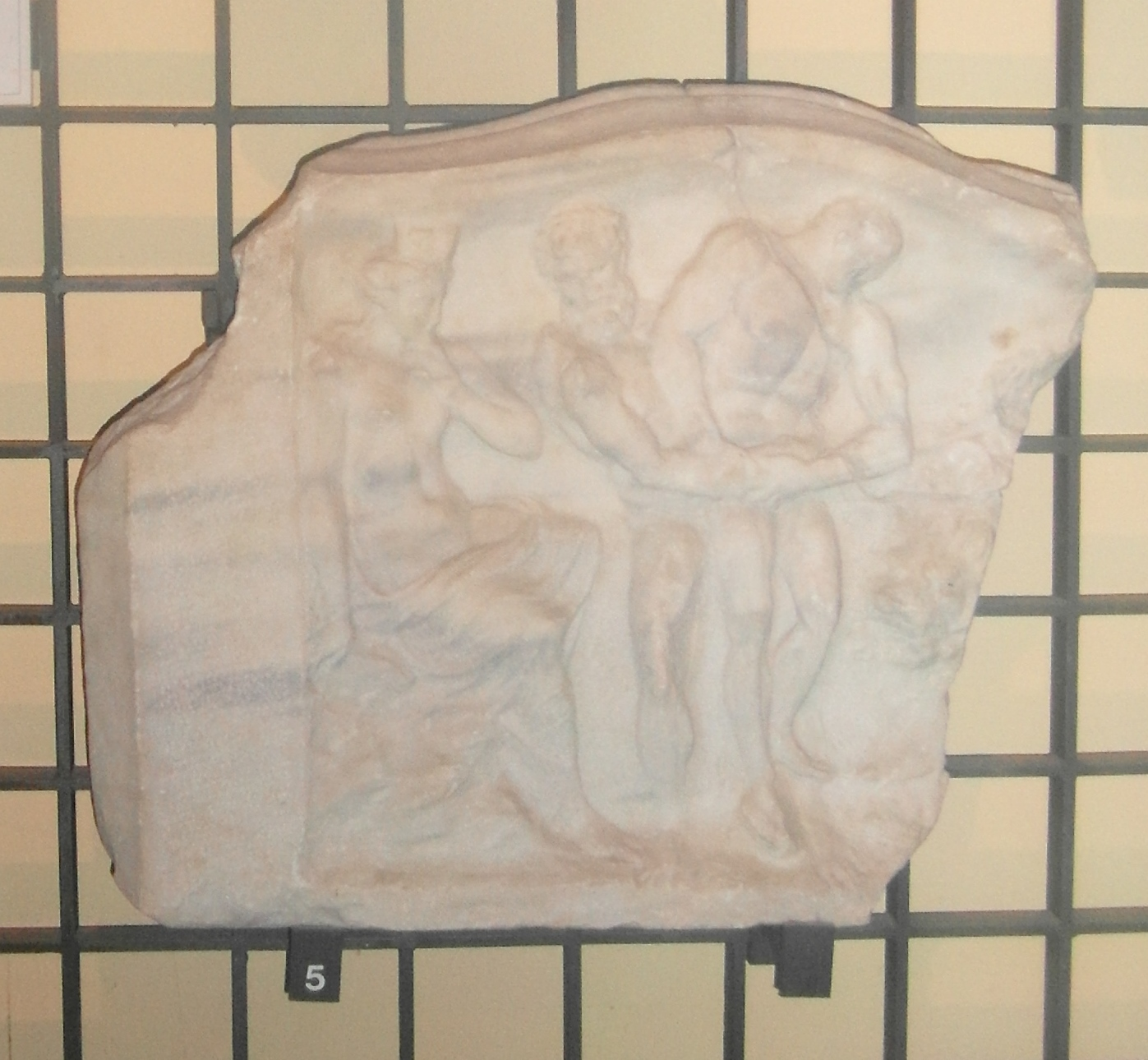
Rilievo dell'Anfiteatro Campano
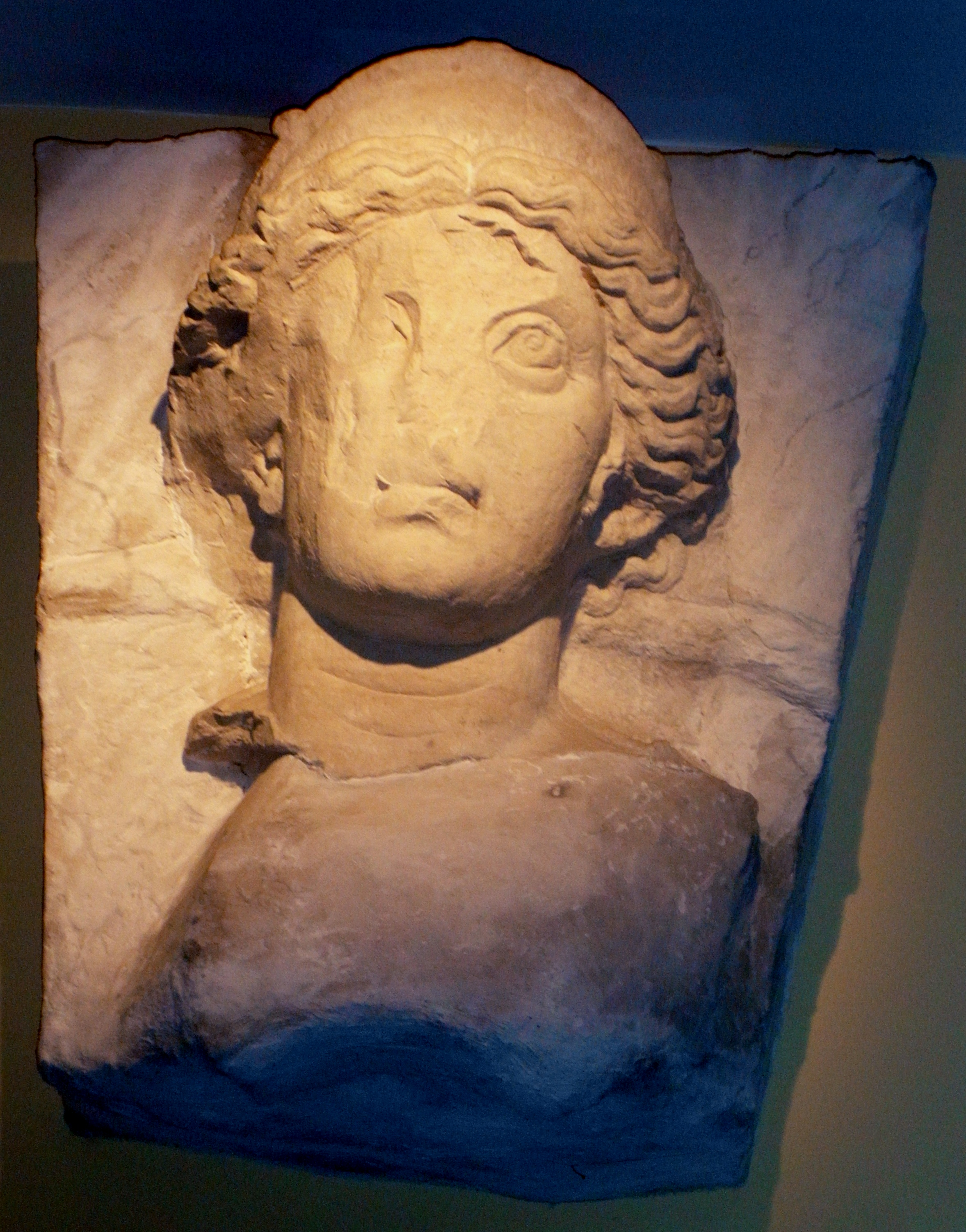
Chiave d'arco dell'Anfiteatro Campano